# Mesisaari (ö i Norra Savolax)
Mesisaari är en ö i Finland. Den ligger i vattendraget Matkusjoki och i kommunen Sonkajärvi i den ekonomiska regionen  Övre Savolax ekonomiska region  och landskapet Norra Savolax, i den centrala delen av landet, 400 km norr om huvudstaden Helsingfors. Öns area är 2,5 hektar och dess största längd är 350 meter i nord-sydlig riktning.